# Clemelis massilia
Clemelis massilia är en tvåvingeart som beskrevs av Herting 1977. Clemelis massilia ingår i släktet Clemelis och familjen parasitflugor.
Artens utbredningsområde är Frankrike. Inga underarter finns listade i Catalogue of Life.